# Piotr Przybyłowicz
Piotr Maria Przybyłowicz – polski inżynier, dr hab. nauk technicznych, profesor nauk technicznych, dziekan Wydziału Samochodów i Maszyn Roboczych Politechniki Warszawskiej.

## Życiorys
21 czerwca 1995 obronił pracę doktorską Aktywne tłumienie drgań za pomocą elementów piezoelektrycznych, 20 grudnia 2002 habilitował się na podstawie pracy zatytułowanej Piezoelectric Vibration Control of Rotating Structures. Tytuł profesora uzyskał w 2021 roku. Jest profesorem i dziekanem na Wydziale Samochodów i Maszyn Roboczych Politechniki Warszawskiej.
Był prodziekanem na Wydziale Samochodów i Maszyn Roboczych Politechniki Warszawskiej.